# الحرب الإنجليزية العراقية
الحرب الإنجليزية العراقية هي حرب اندلعت بين بريطانيا وحكومة العراق الموالية لألمانيا النازية التي يقودها رشيد عالي الكيلاني خلال الحرب العالمية الثانية. بدأت الحرب في 2 أيار مايو وانتهت 31 أيار مايو 1941. أدت الحرب إلى إعادة احتلال القوات البريطانية للعراق وعودة وصي العرش عبد الإله بن علي.

## الخلفية التاريخية
بعد انتهاء الحرب العالمية الأولى وهزيمة العثمانيين أصبحت الأراضي العراقية خاضعة للانتداب البريطاني الذي استمر حتى عام 1932 حيث منحت بريطانيا المملكة العراقية استقلالها. وكانت بريطانيا قبل ذلك قد وقعت اتفاقا مع العراق عام 1930 يقضي بالسماح للبريطانيين بإنشاء قواعد عسكرية بالعراق والسماح لها بحرية التنقل دون قيود عبر الأراضي العراقية بناء على طلب يقدم للحكومة العراقية.

### ثورة رشيد عالي الكيلاني

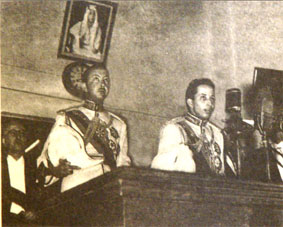
الوصي عبد الإله مع الملك فيصل الثاني أمام البرلمان.

الفريق نوري السعيد.

تشكلت قوى المعارضة ضد حكومة نوري السعيد من ضباط الجيش العراقي بزعامة الفريق حسين فوزي رئيس الأركان العامة والذي تؤيده كتلة المربع الذهبي، وهم مجموعة من الضباط يتزعمهم أربعة عقداء وهم ما يسمون بالعقداء الأربعة بزعامة صلاح الدين الصباغ وكل من فهمي سعيد وكامل شبيب ومحمود سلمان ويونس السبعاوي.
تعاظمت الصيحات المعارضة لنوري السعيد جراء سياساته وازداد عدد معارضوه في الحكومة والبرلمان وفي الأحزاب المعارضة وحتى الموالية وازداد سخط الشارع عليه الناقم على الإنجليز. ومن أهم لأسباب التي أججت الرأي العام في تلك الفترة هي:
- 1.كانت الاجواء السائدة في العراق تميل للاستقرار وبناء لحمة المجتمع والنهوض بالبلد نحو العمران، بعد انتهاء الانتداب ومنح عصبة الأمم العراق الاستقلال عام 1932.
- 2.أثرت تداعيات انقلاب بكر صدقي على الرأي العام، الذي أيده الملك غازي الأول من طرف خفي والذي حدث جراء الاحتقان السياسي الذي تسببت به سياسة حكمت سليمان التعسفية ضد القبائل والشخصيات والأحزاب الوطنية، وما تلا ذلك من أحداث كاغتيال جعفر العسكري وزير الدفاع ورئيس الوزراء الأسبق، تلك الشخصية السياسية المعروفة والمحسوبة على تكتل نوري السعيد، كون الأخير صهره. ثم فشل الانقلاب واغتيال بكر صدقي في الموصل وهو في طريقه مسافرا إلى تركيا.
- 3.تفاعل الشارع السياسي مع الملك غازي والمجموعات المدنية والعسكرية الملتفة حوله من أحزاب وضباط وشخصيات وطنية من أمثال رشيد عالي الكيلاني باشا وصلاح الدين الصباغ، جراء تطلعاتها الوطنية والقومية وسياسته في اعمار العراق وبناءه وتعميق استقلاله بالابتعاد عن المعاهدات التي رأى فيها تكبيل العراق بعجلة المصالح البريطانية. منها اتخاذه لبعض الاجراءات الهامة كالتجنيد الإلزامي ودعم الثورة الفلسطينية ضد الانتداب البريطاني والهجرات اليهودية إلى فلسطين ودعم استكمال تحرير سوريا ولبنان من الاحتلال الفرنسي، العمل على إخراج الحامية البريطانية من الكويت والدعوة إلى وحدتها مع العراق، وأيضا ميله إلى ألمانيا في مستهل الحرب العالمية الثانية ووقوفه علنا ضد بريطانيا ودول الحلفاء عام 1939 وهو تاريخ وفاته الغامض والذي راى فيه الشعب اغتيال مدبر تسبب في هياج متعاظم ضد بريطانيا في العراق.
- 4.محاولات بريطانيا الهيمنة على العراق وسياسته من خلال عقد المعاهدات كمعاهدة سنة 1930م، والعمل على استغلال نفط العراق بأبخس الأثمان. كذلك من خلال الإبقاء على قطعات كبيرة من الجيش البريطاني في قواعد العراق كالحبانية في الفلوجة، والشعيبة في البصرة.[12]
- 5.اغتيال وزير المالية رستم حيدر في يناير / كانون الثاني عام 1940 وهو من حلفاء نوري السعيد على يد موظف ولأسباب قبلية، استثمرها نوري السعيد للإيقاع بخصومه من خلال اتخاذه لاجراءات قاسية ضدهم.

بدأ التوتر يشوب طرفي المعادلة السياسية، المعارضون والموالون أو التيار الوطني التحرري الذي يتزعمه رشيد عالي الكيلاني باشا ضد التيار الليبرالي الذي يتزعمه نوري السعيد. وفي المقابل حاول معارضو نوري السعيد حشد قادة الجيش والرأي العام ضده بغية اقصائه عن الحكم من جراء سياساته الموالية لبريطانيا والتعسفية بحقهم.
تطورت الأحداث بشكل مضطرد ينبيء بحدوث شرخ كبير في الجيش والبرلمان والاحزاب السياسية، مما انعكس على الشارع الناقم أساسا على الحكومة الموالية لبريطانيا. وأخذ التصدع يتوسع ليشمل مجموعة السبعة من كبار القادة العسكريين المشاركين في الحكم لاسيما رئيس الاركان العامة للقوات المسلحة الفريق حسين فوزي، وكذلك مجموعة المربع الذهبي، مما أدى إلى نذر ازمة ثقة وزارية ترتب عليها ازمة دستورية سميت بأزمة فبراير / شباط 1940.
وعند تفاقم الأزمة الدستورية، لم يكن أمام الحكومة سوى إقالة رئيس الوزراء نوري السعيد المسبب الأول بخلق الأزمة وتفاقمها. إلا أنه حشد مؤيديه مدنيين وعسكريين وبالاتفاق سراً مع حليفه الوصي الأمير عبد الإله الهاشمي، في محاولة لاظهار نفسه على أنه قائد جماهيري يتمتع بتأييد شعبي، حيث طالب مؤيدوه ضرورة إعادة الوصي الأمير عبد الإله لتكليفه بتشكيل الوزارة الجديدة. تزايدت نقمة الشارع وامتعاض التيارات المناوئة لنوري السعيد من أحزاب وقادة عسكريين من الذين يتمتعون بتاييد جماهيري حاشد، وأدى ذلك بالوصي إلى التردد بتكليف نور السعيد بتشكيل الحكومة الجديدة تحسبا لما قد يجر عليه من ازدياد النقمة التي قد تتحول إلى انتفاضة أو انقلاب.
فسر أنصار نوري السعيد التأخر بتكليفه بتشكيل الحكومة الجديدة بشكل خاطئ، أدت إلى حالة من الاحتقان التي أسهمت في رفع درجة الغليان، الأمر الذي أدى إلى تسارع الأمور بما لا تحمد عقباه، حيث حشد مناصرو نوري باشا قواتهم العسكرية في معسكر الرشيد في الرصافة، عاقدين العزم على احتلال العاصمة بغداد والسيطرة عليها وفرض سياسة الأمر الواقع، في المعسكر المقابل، أصدر رئيس الأركان العامة للقوات المسلحة الفريق حسين فوزي أوامره بوضع قواته في معسكر الوشاش في الكرخ في أهبة الاستعداد حفاظا على أمن العاصمة، وبدا المشهد مهيئاً للانفجار والمواجهة العسكرية، بين الاطراف المتصارعة.
حزم الوصي أمره بعد أن درس أين يكمن توازن القوى، فالقوى الوطنية والتحررية المناوئة لنوري السعيد تملك التاييد الجماهيري الساحق بالمقابل القوى الليبرالية بزعامة نوري السعيد تملك الدعم البريطاني الذي لامناص منه حسب رأي الأمير عبد الإله. بناء على ذلك قرر الوقوف إلى جانب نوري السعيد المتحالف اصلا معه، وتكليفه بتشكيل الوزارة حيث شكل نوري الوزارة الجديدة وانتقم من خصومه بإقالة رئيس الأركان العامة للقوات المسلحة، الفريق حسين فوزي والقادة العسكريين المناصرين له.
أدت تلك الإجراءات إلى تفاقم نقمة الجماهير والتيارات الوطنية والقومية والتحررية التواقة للخروج من ربقة الهيمنة البريطانية التي أخذت تتدخل في كل صغيرة وكبيرة في البلد منها تعيين الموظفين وهيمنة المستشارين على الوزارات والهيمنة الاقتصادية على السوق والعملة والنفط علاوة على السياسة العامة الداخلية والخارجية. وأضحى الوضع قابل للانفجار في أي لحظة، مما أدى إلى عزل الحكومة والتشكيك بوطنيتها.
حاول الوصي اتباع سياسة ترقيعية، فبدلا عن أرضاء الجماهير الغاضبة، عمد إلى اجتماع ضم كبار السياسيين في مارس / آذار من عام 1940 الهدف منه تحجيم دور الجيش في القضايا السياسية والوطنية، وإصدار القرارات التي تحرم تلك الانشطة وجعله جيشا مهنيا فحسب. وكان المقصود بذلك مجموعة السبعة ومجموعة المربع الذهبي.
ولم يتمكن الوصي من اتخاذ اجراءات حاسمة للحد من نشاطات الجيش العراقي السياسية والوطنية بسبب تعاظم سيطرة الضباط الكبار في العملية السياسية والحكم. علاوة على نقمة الشارع وانهيار سمعة الوصي ونوري السعيد والحكومة. الأمر الذي أدى إلى ممارسة القوى الوطنية من سياسيين وعسكريين ضغوطات كبيرة على الحكومة والوصي مما أدى به إلى محاولة إرضائهم بإقالة وزارة نوري السعيد الضعيفة والمعزولة والتي تفتتت بسبب تقديم استقالات الشخوص البارزين فيها.
في نهاية المطاف بدأ الوصي بالتفكير لإرضاء الجماهير الغاضبة والقوى الوطنية من أحزاب وكتل سياسية وعسكرية، بالبحث عن شخص ترضى به كل الاطرف فتوجه إلى رئيس الديوان الملكي حيث حاول اقناع رشيد عالي الكيلاني باشا بتكليفه بتشكيل الوزارة حيث يتميز الكيلاني بقبوله من جميع الاطراف كونه من الشخصيات البارزة في المجتمع والمعروف بمهابته وسمعة الجيدة وسياسته المتوازنة علاوة على ثقافته الواسعة وهدوئه وحنكته السياسية. كان الكيلاني يلقى تأييدا شعبيا كاسحا على خلاف نوري السعيد، ومرد ذلك كون الكيلاني ينتمي لنفس المدرسة الوطنية للملك غازي فقد ارتبط بالملك بعلاقات خاصة وعامة أثرت كثيرا على مواقفهما معا كما سبق وأن عملا سويةً في أكثر من مناسبة، فكان الكيلاني رئيسا لديوان غازي وكاتم أسراره، وعند مصرع الملك في ظروف غامضة دارت الشكوك والوساوس حول مقتله التي كان الشارع والساسة يعتقدون بأن وراءه السفارة البريطانية والوصي ونوري السعيد بسبب مواقفه ضد بريطانيا من جهة، وبسبب تناقض حيثيات حادث مصرعه من جهة أخرى، وكان لمصرع الملك الأثر الكبير على سياسة الكيلاني ومواقفه التي أراد منها التعبير عن وفائه وإخلاصه للملك من خلال التشبث بسياسته وافكاره.
قام رشيد عالي باشا باتخاذ إجراءات مهمة لاحتواء الوضع وامتصاص النقمة والاحتقان السياسي، منها تشكيل ما سمي بالائتلاف الوطني الذي ضم كل من نوري السعيد باشا بمنصب وزير الخارجية، وعدد من كبار الزعامات السياسية والعسكرية من كلا التيارين المتصارعين،  ومنها أيضا عدم تنفيذ كل إجراءات الحرب التي أصدرها نوري السعيد، بل اكتفي بتطبيق ما ورد من بنود في معاهدة سنة 1930 لعدم فسح المجال للظهور أمام بريطانيا بمظهر الناكل لتنفيذ المعاهدة.

## الكيلاني بين حكومة الائتلاف الوطني ولعبة التوازن الدولي

رشيد باشا الكيلاني.

بعد أن نجح رشيد عالي باشا بتطبيق سياسة التوافق بين جميع الاطراف المتصارعة وضمها جميعا في حكومة الائتلاف الوطني، أدرك مايترتب عليه من اجراءات للحفاظ على لعبة الموازنات المتشابكة المحلية والدولية بين التيارات المتصارعة التي تطمح لفرض أرائها ومبادئها السياسية في ممالاة الحلفاء في حربهم ضد المحور من جهة وفي المطالبة الملحة للتيارات المقابلة الطامحة لاستكمال استقلال العراق الذي بدا في عام 1932، من جهة أخرى. فكان لزاما على رشيد عالي ان يعيد التوازن في المشهد العراقي والذي فقد بسبب اندلاع الحرب العالمية الثانية وما ترتب عليها من اجراءات اتخذها نوري السعيد والتي خلفت الاحتقان السياسي جراء محاولاته اقصاء التيارات المعارضة لسياساته.
ومع تطور العمليات العسكرية في أوروبا والهزائم التي مني بها الحلفاء عامي 1940 و1941 واحتلال ألمانيا لفرنسا ودخول إيطاليا الحرب مع ألمانيا، تعالت الصيحات المطالبة بانهاء الوجود البريطاني في العراق والغاء معاهدة سنة 1930، لا بل أكثر من ذلك توالت الضغوط السياسية على حكومة الكيلاني المنادية بضرورة التحالف الاستراتيجي مع دول المحور لتحقيق تلك المطالب. إلا أن الكيلاني من جهته كان مدركا لخطورة القوات البريطانية التي لا يُستهان بها في العراق على الرغم من الهزائم التي منوا بها في جبهات أوروبا. فكان لزاما عليه «اتباع سياسة عدم انحياز مدروسة والتي دعا لها»، في الوقت الذي وجد نفسه محاطا بمؤيدين متطوعين من المتعاطفين مع المحور أهمهم مجموعة المربع الذهبي والتي كانت تحوز على تعاطف القوات المسلحة، من قادة وامرين وقطعات مختلفة.
فوجد رئيس الوزراء نفسه محرجا من مبادلة الضباط الوطنين مشاعرهم وتنفيذ مطالب وطنية هو شخصيا آمن بها، وبين واجبه السياسي في تنفيذ التزامات العراق المحلية مع الشركات البريطانية كشركات النفط والدولية في مساندة دول الحلفاء في حربهم ضد دول المحور من خلال معاهدة سنة 1930 وغيرها. وشيئا فشيئا تعاظمت مطالب القوى الوطنية التي رأت في الكيلاني الملاذ لتخليصها من الهيمنة البريطانية فدفعته لاتخاذ مواقف أكثر حزما بالوقوف ضد المطالب البريطانية التي حددتها المعاهدة في أوقات الحرب.
أما بريطانيا فكانت قد دقت ناقوس الخطر من فقدان زمام هيمنتها على العراق وبالتالي فقدانه إلى الأبد وهذا يعني خسارتها للكثير من المصالح الإستراتيجية والنفطية وغيرها والتي بذلت جهودا مضنية على مدار مائتي عام تمهيداً للهيمنة عليه قبل أن حققت طموحاتها في عام 1918م، ولحد محاولة ضمه للتاج البريطاني أسوة بباقي دول الكومنولث.
وفي يوليو / تموز من عام 1940م، عمدت بريطانيا لأحداث أزمة بينها وبين حكومة رشيد عالي الكيلاني الهدف منها جس النبض للتعرف على هوى الحكومة وخططها والتعرف على مواقفها من مجمل العلاقات مع بريطانيا. حيث طالبت الحكومة فتح القواعد العراقية وتسخير وسائل النقل الممكنة على نقل القوات البريطانية الآتية من الهند والخليج العربي عبر الأراضي العراقية لدعم القوات في الجبهة الأوروبية، تنفيذا لبنود المعاهدة. وبعد جدل طويل في البرلمان وأوساط الرأي العام وتيارات الحكومة والتي أججها الشعراء والأعلاميون والفنانون والسياسيون كأعمال عزيز علي ومعروف الرصافي وغيرهم والتي كانت تشيد برشيد عالي ووطنيته وتدعوه لإتخاذ مواقف جذرية لمقاومة الهيمنة البريطانية، وفي الجانب الآخر كانت كتلة نوري السعيد في الائتلاف الحكومي تضغط للمطالبة بتنفيذ كل المطالب البريطانية لا بل إعلان الحرب على دول المحور. الأمر الذي جعل الحكومة تشق طريقها بصعوبة بالغة من أجل مسك العصا من الوسط بغية تحقيق التوازن المحلي والدولي، وأخيرا قررت الحكومة تبني مواقف عقلانية متوازنة من خلال الموافقة على تنفيذ البنود الخاصة فقط بمرور القوات البريطانية دون دخول العراق طرفا في الحرب.
لقد تركت هذه التجربة الانطباع لدى الإنجليز بان رشيد عالي باشا من المعارضين لسياستها ولا يمكن الوثوق به لتحقيق طموحاتها، ولم تظللها محاولاته في أرضاء القوى الموالية لها بزعامة نوري باشا. الذي أستمر بممارسة ضغوطاته التي كان الهدف منها جر العراق وأدخاله مع الحلفاء في الحرب العالمية الثانية، فبصفته وزيرا للخارجة قدم طلبا صعقت به الحكومة والراي العام والقوى الوطنية، وذلك بالدعوة لقطع العلاقات الدبلوماسية مع إيطاليا، وقد رفضت الحكومة الطلب مما عزز الاعتقاد بان رشيد عالي باشا بدا يتمحور مع القوى الوطنية ضد القوى الليبرالية. وبعبارة أخرى أصبح أكثر ميلا للوقوف ضد الهيمنة البريطانية في العراق بعد توالي الضربات الموجعة التي تلقتها بريطانيا على يد ألمانيا خصوصا الغارات المدمرة على العاصمة لندن تمهيدا لخطة زعيم ألمانيا أدولف هتلر المعلنة باحتلال المملكة المتحدة.
وأصبحت القوات البريطانية المتواجدة في القواعد العراقية مهزوزة أمام الجيش والشعب العراقي الذي أخذ يتندر عليها تشفيا منها جراء الهزائم المنكرة التي ألحقها بها الألمان في عقر دارها الذي أخذ يوصمها «بالجبن وبفئران الملاجئ» نسبة لملاجئ لندن التي أخذ يعيش فيها الإنجليز لفترات تجاوزت السنة والنصف، بما فيهم بعض الجنود في الوحدات العسكرية التي لاقت الأمرين من شدة وضراوة الطائرات الألمانية، المعروفة باسم «مسر شمت» والتي عرفت بسرعتها وشدة قصفها والتي لم ينج منها حتى مجلس النواب البريطاني الذي أصبح ركاما مع ما يقارب أكثر من ثلتي لندن التي سويت بالأرض بضمنها الوزارات والمصالح الحكومية الأخرى حيث أصبحت الدولة معطلة أو شبه منهارة تتوقع غزو القوات النازية في أي لحظة.
وما كان أمام القوات البريطانية المتواجدة في العراق من مناص إلا أن تتدخل لحسم موقفها مع الحكومة الذي بدأ يمس مصالحها وسمعتها المتهاوية، فصعدت من سقف مطالبها بضرورة استقالة حكومة رشيد عالي الكيلاني. ومن جهته اعتبر موقف الضباط البريطانيين غير مسوغ فهم ليسو جهة دبلوماسة لإبداء أرائهم كالسفارة البريطانية، علاوة على أن هذا الموقف يعد تدخلا في الشؤون الداخلية حتى ولو كان من قبل جهة دبلوماسية طالما تنفذ الحكومة ماعليها من التزامات تجاه تطبيق بنود المعاهدة مع بريطانيا.
وأصبح موقف رشيد عالي أكثر صرامة ضد الإنجليز بعد موقف ضباطهم هذا، وأصبح عدم تخليه عن رئاسة الوزراء مسالة مبدأ لا يساوم عليه، وإلا أصبح استسلاما لارادة بريطانيا التي تواجه الهزيمة والهوان على يد هتلر الذي استهان بها وبجيشها الذي تمرغ في وحل هزائمه في معارك بلجيكا وفرنسا ولندن. وبعد هذه الحادثة أصبح الكيلاني رمزا وطنيا ألتفت حوله القوى والتيارات الوطنية والتحررية والقومية واعتبرته زعيما لها.
وكان من تداعيات ذلك انحسار وتقوقع الوصي الأمير عبد الآلة ونوري سعيد الذي لم يغير موقفه من بريطانيا رغم هزائمها وتأجج المشاعر الشعبية والوطنية ضدها مما أنعكس على موقف الشارع من نوري السعيد الذي بدأ ينظر إليه بعين الريبة لتمسكه بتحقيق المصالح البريطانية بل أكثر من ذلك أصبحت وطنية الوصي ونوري باشا على المحك.
وأمام هذا الشعور الوطني العارم ضد الإنجليز ما كان من نوري السعيد إلا أن يختار أحد موقفين: أما الانتماء للتكتل الوطني ضد الإنجليز واما أن يقدم استقالته من وزارة الخارجية، معلنا ثباته على مواقفه. وقد اختار الاستقالة التي طالبته بها الجماهير والكتل الوطنية والنيابية المعارضة.
تدخل الأمير عبد الآلة لإنقاذ موقف الإنجليز وضباطهم في القواعد العراقية من خلال دعم حليفه نوري السعيد، وذلك بقلب رأس المجن في خطوة غير مسبوقة بتنفيذ رغبة الضباط الإنجليز، فأعلن في يناير / كانون الثاني 1941م، بأنه يجب على رشيد عالي الكيلاني الاستقالة هو ووزارته، مما آثار ذهول الرأي العام. وأصبحت الاصطفافات أكثر وضوحا من ذي قبل، فالتكتلات الأولى ما بين ثورية وليبرالية كانت تختلف على أسلوب تنفيذ المعاهدة وأولويات أعمار العراق، اما الآن وبسبب المواقف الحادة للوصي ونوري السعيد أصبحت الاصطفافات إما وطنية للعراق أو تخدم مصالح المملكة المتحدة.
وأمام هذا الموقف العصيب والحساس وقف رشيد عالي باشا بهدوء أمام البرلمان معلنا بأن لا صلاحية دستورية تخول الوصي بإقالة الوزارة. ورفض علنا الاستقالة معتمدا على دعم كتلة الوطنيين في الحكومة والبرلمان والأحزاب والمربع الذهبي في القوات المسلحة ضد الوصي ونوري باشا والإنجليز ومن معهم من ضباط وكتل سياسية ضعيفة.
شعر الوصي بالإهانة أمام الشعب فأصر على استقالة الكيلاني، ورفض الكيلاني الاستقالة مجددا، مما زاد من حرج الوصي، هنا تدخل الضابط القوي ذو السطوة في الجيش والكتل الوطنية زعيم مجموعة المربع الذهبي، العقيد صلاح الدين الصباغ، ملمحا بحسم الموقف عسكريا لصالح الكيلاني إذا ألح الوصي على الاستقالة، فاضطر الوصي للإذعان على مضض لذلك التهديد المبطن. واستقال نوري السعيد بدلا عن الكيلاني.
توجه نوري باشا لحشد المعارضين في البرلمان ضد الحكومة لحجب الثقة عنها من خلال مشاكستها برلمانيا بإعاقة طلباتها بالتصديق على القرارات والقوانين. فطلب رشيد عالي الكيلاني إيقاف هذه المهزلة بحل البرلمان وانتخاب برلمان جديد يراعي فيه التطلعات الجديدة للرأي العام فطالب من الوصي حل البرلمان رسميا، مقدما مبرراته القانونية في إعاقة كتلة المعارضة لعمل البرلمان بمشاكسات لاتليق بعمل المجلس، إلا أن الوصي أخذ يماطل ثم ما لبث أن توارى عن الأنظار، حيث تبين لاحقا بأنه التجئ إلى إحدى الفرق العسكرية الموالية له في الديوانية خوفا من انتقام المربع الذهبي بزعامة العقيد صلاح الدين الصباغ بالأطاحة به لعدم مؤازرته لرئيس الوزراء الكيلاني في حل البرلمان الذي سيسبب فقدان كتلة نوري السعيد إذا ما جرت انتخابات جديدة.
جراء هذا الوضع الحساس الذي تسبب به نوري السعيد والوصي على العرش مع من يؤازرهم من تكتل معارض للحكومة من موالين لبريطانيا، قرر رشيد عالي الكيلاني باشا تقديم استقالته حقنا للدماء وتجنيب البلد المزيد من الفرقة والتوتر.
وخشي الوصي من تكليف نوري السعيد بتشكيل الوزارة لأن ذلك سيؤجج مشاعر القوى الوطنية والقومية والتحررية فأوكل تشكيل الوزارة إلى الفريق طه الهاشمي، الذي يتمتع بعلاقات حسنة مع مجموعة المربع الذهبي، وحيث عرف طه الهاشمي بوطنيته ونزعته القومية وشعبيته بين أفراد الشعب والقوات المسلحة إضافة إلى امتلاكه لسلسة من العلاقات المتشابكة التي ستعينه على النجاح في مهمته، وعلاوة على ثقافته الأكاديمية حيث كان متخصصا في الجغرافيا البشرية وعرف بتأليفه العديد من الكتب الرصينة، فعاد الوصي إلى بغداد بعد أن اطمأن على انفراج الأوضاع لصالح كتلة نوري السعيد.

### إعلان ثورة رشيد عالي الكيلاني
في مستهل عمله في الوزارة واجه الفريق طه الهاشمي قائمة طلبات الوصي عبد الإله المتمثلة بسحق المربع الذهبي، وبعد أن كشف النقاب عن الخطة سارع رشيد عالي الكيلاني من موقع المعارضة اعتمادا على شعبيته المتعاظمة، بالاتفاق مع الفريق أمين زكي رئيس الأركان العامة بالوكالة مع أعضاء المربع الذهبي بالتحرك للإطاحة بالوصي والحكومة من خلال اجبارها على الاستقالة.
ففي فبراير/ شباط من عام 1941 بدأت الثورة واستمرت لغاية 2 مايس / أيار من ذات السنة، حيث أحاطت قطعات عسكرية القصر الملكي وأُجبر طه الهاشمي على تقديم استقالته. وبعد بسط الجيش نفوذه على بغداد بتاييد جماهيري منقطع النظير، هرب معارضو رشيد عالي الكيلاني إلى الأردن ليقودوا المعارضة من الخارج، وكانوا يتألفون من: نوري السعيد وجميل المدفعي وعلي جودت الأيوبي. أما الوصي عبد الإله الذي نجح بالفرار إلى البصرة جراء السخط والأجواء الملتهبة حيث تحتم على بريطانيا تهريبه بالمدمرة «فالمون» إلى الأردن لتأمين نجاته «بحسب الوثائق البرطانية».
أصبح العراق أمام حالة فراغ دستوري بسبب استقالة الوزارة وهرب الوصي على العرش وعدد من الوزراء من كتلة نوري السعيد خارج البلد، فأخذ الكيلاني زمام المبادرة فشكل حكومة مصغرة مؤقتة ريثما يعرض الموضوع على مجلس النواب أسماها حكومة الإنقاذ الوطني، لمعالجة القضايا الضرورية والطارئة حفاظا على وحدة البلاد وأمنها بعد التصدع الذي لحق بها. أصدرت حكومة الإنقاذ بيانا حملت الوصي على العرش مسؤولية الأوضاع المتفاقمة في البلد كما القت عليه باللائمة في إضعاف الجيش تسليحيا وعزله عن الأداء بمهامه الوطنية التي عرف بها منذ تأسيسه، وهذا ما ترتب عليه لاحقا من صعوبات واجهها في حربه في فلسطين عام 1948 على الرغم مما بذله من قتال في جبهات القتال. كما اتهم الوصي بأحداث صدع في الوحدة الوطنية من أجل ممالاة البريطانيين، وكذلك الاستهزاء بالقانون والدستور.

### إقالة الوصي عبد الإله

عبد الإله.

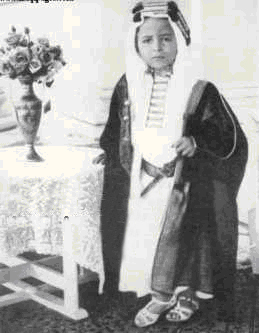
الطفل الملك فيصل الثاني.

وبسبب بيان حكومة الإنقاذ الوطني هذا الذي رفعت نسخة منه إلى البرلمان طلبت الحكومة إقالة الوصي عبد الإله جراء مواقفه هذه وهربه إلى الخارج، وتمت إقالة عبد الإله وتنصيب أحد أقارب الملك وهو الشريف شرف بدلاً عنه والذي تم الموافقة عليه بالإجماع على الرغم من كون الأكثرية النيابية كانت من أنصار الوصي عبد الإله ونوري السعيد وذلك لرصانته واحترامه من قبل الجميع.
وقع الشريف شرف مرسوما بإقالة طه الهاشمي والسماح لرشيد عالي الكيلاني بتشكيل الوزارة الجديدة التي غلبت عليها الشخصيات الوطنية المناهضة للهيمنة البريطانية، ورغم ذلك حاول الكيلاني طمأنة بريطانيا بأنه لا يوجد أي اختلاف جوهري في سياسة العراق الخارجية، وأن العراق ملتزم بتعهداته مع بريطانيا بضمنها المعاهدة بالشكل الذي لايمس سيادة العراق واستقلاله.
بريطانيا من ناحيتها وبناء على التقارير الدورية التي كانت ترفعها السفارة كانت تنظر بعين الشك والريبة لوجود عناصر وطنية وثورية وقومية في الوزارة بزعامة الكيلاني باشا. فامتنعت بريطانيا عن الاعتراف بالوزارة الجديدة، وبدلا عن ذلك صعدت الموقف بادخال قوات عسكرية اضافية إلى العراق دون إذن مسبق، مما دعا الحكومة لعقد اجتماع طارئ لمناقشة التطورات الجديدة جراء هذا الاعتداء العسكري على سيادة العراق، حيث طالب أعضاء الحكومة بزعامة المربع الذهبي اتخاذ اجراءات عملية للحد من تدفق القوات البريطانية على العراق.
وكان هدف بريطانيا هو التدخل العسكري لإعادة الوصي ونوري السعيد، فقامت بعملية إنزال لقواتها في البصرة مما دعا الحكومة لشجب هذا التصرف وإمهال بريطانيا فترة من الزمن لسحب قواتها، ثم تلا ذلك إنزال آخر في الحبانية، حيث واجهته القوات العراقية بمحاصرتها ضمن حدود القاعدة الجوية. تلا ذلك تصعيد آخر من قبل الحكومة بإنذار القوات البريطانية من مغبة تحليق طائراتها التي ستواجه بإسقاطها فورا. وبهذا كانت قد أعلنت الحرب على بريطانيا من قبل قادة ثورة مايس / أيار من عام 1941. حيث اخذت دار الإذاعة العراقية من بغداد تبث البيانات العسكرية والتي تخللتها الاناشيد الوطنية التي ادعت للمناسبة والأخرى التي سبق وأن أوعز الملك غازي بنظمها عند انشائه لمنظمة الفتوة والشباب، والإذاعة الخاصة به، ومنها أناشيد «موطني» و«لاحت رؤس الحراب تلمع بين الروابي» و«نحن الشباب لنا الغد»، و«يا تراب الوطن ومقام الجدود ها نحن جينا لما دعينا للخلود». إضافة إلى ما قدمه الشعراء والفنانون السياسيون مثل ملا عبود الكرخي والرصافي وعزيز علي وآخرون من قصائد حماسية واعمال فنية لإثارة مشاعر الشعب للوقوف بوجه العدوان البريطاني.

### مبررات بريطانيا لشن الحرب
رأت بريطانيا بأن تطويق القوات العسكرية العراقية لقطعاتها في قاعدة الحبانية بمثابة إعلان لحالة الحرب حيث اتخذت تلك القوات مواقع إستراتيجية حول القاعدة الجوية البريطانية، والتي كانت هناك تحت مبرر المناورات العسكرية. وأعطيت بريطانيا مبرر آخر هو خرق العراق لبنود معاهدة سنة 1930، بعرقلة عمليات التدريب التي تقوم بها تلك القوات في الحبانية، فشنت القوات البريطانية هجوما على موقع سن الذبان الاستراتيجي فحدثت مواجهات ضارية بين الطرفين، ثم صدرت الأوامر للقطع العسكرية العراقية بالتجمع وإعادة التنظيم في الفلوجة القربيبة لاتخاذ خط دفاعي لبغداد حيث انسحبت القوات العراقية من حول القاعدة لتلتقي مع بقية القطع هناك في الثاني من مايس/ أيار من سنة 1941، التي أعلنت الحرب فيها رسميا بين القوات العراقية والبريطانية. أما البريطانيون فاستمروا من جانبهم بحشد القوات الآتية من الهند إضافة إلى القوات المتواجدة في الأردن المتاهبة لاحتلال العراق. اتفقت الكتل السياسية والعسكرية الوطنية على اغتنام الفرصة لإلحاق الهزيمة بالقوات البريطانية التي تعاني من الهزائم في مواقع كثيرة في العالم حيث طلب رشيد عالي الكيلاني من دول المحور الدعم العسكري للوقوف بوجه الغزو البريطاني المرتقب فبعث ناجي شوكت إلى تركيا لهذا الغرض. على الرغم من تاييد ألمانيا وإيطاليا لحكومة رشيد عالي الكيلاني إلا أن تأخر الدعم العسكري الذي كانت قد بدأت بوادره بوصول طلائع الطائرات الألمانية إلى الموصل وبحدود ثلاثين طائرة مقاتلة طراز «مسر شمت» المقاتلة الانقضاضية، الأمر الذي أعطى مبررا أكبر لبريطانيا بشن الحرب واحتلال العراق وإسقاط حكومة رشيد عالي الكيلاني لإعادة مجموعة الوصي ونوري السعيد إلى الحكم تحت ذريعة العمليات الحربية للحرب العالمية الثانية.

## سير العمليات الحربية
كانت ذريعة بريطانيا بإنزال قواتها في العراق هو مرورها عبر الأراضي العراقية إلى فلسطين للاشتراك في المعارك الدائرة في أوروبا، واستنادا لبنود المعاهدة العراقية -البريطانية لسنة 1930 كان لزاما على بريطانيا تقديم طلب موافقة من قبل ملكها إلى ملك العراق لإنزال القوات البريطانية إلى الأراضي العراقية، ولما كان الوصي عبد الإله قد فر إلى الأردن فلم يكن أمام السفير البريطاني إلا التعامل مع الشريف شرف ورشيد عالي الكيلاني نفسه. وافق رشيد عالي على نزول الفوج الأول من القطع الحربية، وكان عبارة عن اللواء العشرين البريطاني مع كتيبة مدفعية ميدان وسرب من طائرات الفلانشيا وبعض أفواج المشاة المتجحفلة معها بشرط خروج تلك القوات إلى خارج العراق ليتم استقدام قوات جديدة والا اعتبر إنزال يقع تحت بند الأعمال العدائية الحربية. حيث ادرك رشيد عالي باشا بأن البريطانيين لم يكن لهم ما يكفي من القوة المسلحة ليقاتلوا في العراق وكان عليه أولا إخراج القطع الداخلة قبل السماح بدخول قوات أخرى لضمان عدم شنها عدوان على البلد.
وبعد عملية إنزال القطع والتي تمركزت في قاعدة الشعيبة في البصرة حيث طلب السفير إدخال لواء آخر، وهنا اعترضت الحكومة، وطلبت تنفيذ بنود المعاهدة بدقة والقاضية بإخراج القطع القديمة قبل المجيئ بقطع جديدة، ولكن فوجئت الحكومة بوصول اللواء الآخر إلى البصرة من الهند يوم 28 أبريل/ نيسان من عام 1941.
كانت خطة الجيش العراقي تتلخص بالعمل باتجاهين الأول صد أي هجوم بريطاني قد تقوم به القطعات البريطانية من قاعدة الشعيبة في البصرة من قبل الفرقة الثالثة ضمن قاطع عمليات الجنوب مع القطعات الساندة المتجحفلة معها وبإسناد جوي من قاعدة الرشيد الجوية في بغداد ومطار الكوت القريب نسبيا وهذا الهجوم إن حدث فخطورته أقل بسبب طول الطريق من البصرة إلى بغداد، المار عبر عدد من المعوقات كالأنهار الأهوار والعشائر التي تسبب للجيش البريطاني الكثير من المشاكل وهو في طريقه إلى بغداد، علاوة على خطورة انكشافه في هذه الأرض المنبسطة والطويلة مما يعرضه إلى القصف المدفعي والجوي إضافة إلى إمكانية قطع خطوط إمداداته.
فاستبعدت القيادة العامة للقوات المسلحة العراقية أن تتبدا بريطانيا بالهجوم من الشعيبة، وتوجه التفكير إلى القاعدة الأخرى التي تسيطر عليها بريطانيا وهي الأكثر خطورة وإستراتيجية لقربها من بغداد ووقوعها على خطوط المواصلات مع فلسطين والأردن الذين كانا تحت الانتداب البريطاني. وهذا هو الاتجاه الثاني للخطة حيث تركز الاهتمام على صد أي إنزال أو هجوم ينطلق من قاعدة الحبانية المجاورة والقريبة من الفلوجة والواقعة غرب بغداد بحوالي 90 كيلومتر باتجاه الحدود الأردنية. حيت يمكن للقوات البريطانية الانطلاق لمهاجمة المدينة بعد تجميع قواتها المحمولة جوا والآتية من الهند في الحبانية، أو إرسال قوات برية من فلسطين والأردن وتجميعها في قاعدة الحبانية، حيث كان في كل من فلسطين والأردن قطع عسكرية كثيرة ومجهزة، كما كانت بريطانيا تمهد لتنصيب الأمير عبد الله بن الحسين الهاشمي ملكا على عرش الأردن بناء على رغبة الأردنيين، والأخير شقيق الأمير زيد والد الوصي عبد الإله من الأسرة الهاشمية، وكان يتعاطف معه ونوري السعيد اللاجئين إليه والطامحين لإسناده لإعادتهم للسلطة المفقودة بعد ثورة رشيد عالي الكيلاني باشا.

## وصف ساحة العمليات
يمكن وصف ساحة المعركة التي وقعت في الحبانية بأنها عبارة عن أرض متموجة تتخللها أراضي منبسطة صحراوية، وفيها حقول ومزارع وبساتين كثيفة، تكثر باتجاه خط نهر الفرات الذي يقطعها من الشمال الغربي والذي تتفرع منه قناة إلى الجنوب منه، سميت بناظم سن الذبان، وتقع القاعدة الجوية البريطانية بين نهر الفرات وقناة سن الذبان، وعند أقصى جنوب القناة توجد ربوة مرتفعة تقع بقربها قرية صغيرة. تُشرف هذه الربوة على القاعدة الجوية لذلك أولتها القوات العراقية والبريطانية أهمية سوقية في المعركة. وإلى الجنوب من القناة يقع الشارع الرئيسي الذي يصل بغداد بالحدود الأردنية مارا بالفلوجة الواقعة قبل الحبانية، والذي يبعد حوالي 90 كيلومتر باتجاه بغداد. ويقع جنوب الشارع هضبة مرتفعة واسعة على شكل منحنى تشرف على نهر الفرات شمالا وعلى بحيرة الحبانية الواقعة إلى الجنوب منه والتي تشكل أهمية سوقية في المعركة. أما ربوة سن الذبان فانها تمنح القطع العسكرية التي تحتلها، قوة السيطرة والتحكم بالقاعدة وذلك لإمكانية قصفها بسهولة، كما أنها تعد خطوطا دفاعية للقوات المهاجمة للقاعدة يمكن الاحتماء بها من أي تعرض بريطاني فيما إذا هاجمتها القطعات البريطانية القادمة من القاعدة. إلا أنها في الوقت نفسه لا تُشكل أهمية للقوات البريطانية فيما إذا أرادت الاستيلاء عليهما للهجوم على القوات العراقية ذلك لأنها لا توفر أي إطلالة مناسبة على الفلوجة حيث تتواجد القطع الرئيسية العراقية، ولكنها استنادا للمصطلحات العسكرية تعتبر بمثابة «موطئ قدم» يمكن مشاغلة القطعات العراقية منها قبل تجميع القوات وإعادة تنظيمها تمهيدا لشن هجوم شامل مدبر.

## بدء إطلاق النار وانقضاض القوات العراقية
تحركت القوات العراقية في اليوم التالي الموافق 29 أبريل/ نيسان من معسكر الرشيد في بغداد إلى الحبانية لتقوم بمحاصرة القوات البريطانية التي كانت ستأتي إليها جوا. واحتلت القوات العراقية منطقة الهضبة المشرفة على الحبانية وبهذا كانت قد طوقت القاعدة التي تحدها الهضبة بشكل قوس من الجنوب والغرب ونهر الفرات من الشمال والشرق، وكانت القوات العراقية تتألف من لواء مشاة ولواء مدفعية وكتيبة دروع، أما القوة البريطانية فكانت تتالف من لواء مشاة آلي محمول جوا مع كتيبة مدفعية وكتيبتي دروع، وكان واضحا تفوق القوة العراقية المجهزة باحدث أنواع المدفعية وسائر الأسلحة.
بدأت القوات البريطانية تحرشاتها تحت ذريعة إجراء تدريبات روتينة على الطيران من القاعدة، فأمر قائد القوات العراقية الميداني متجاهلا المعاهدة العراقية - البريطانية بالتوقف عن إجراء التدريب، وقام الطيران البريطاني بدلا عن ذلك باستفزاز القوات العراقية، كما أبلغ قائد القوات البريطانية السلطات العراقية بأن محاصرة قاعدة الحبانية من على الهضبة يعتبر إعلان الحرب فاعلمته السلطات العراقية بانها تقوم بمناورات في تلك المنطقة، فطلب القائد البريطاني القيام بالمناورات في مكان آخر، فرفضت السلطات العراقية الطلب بالمقابل. وعند الساعات الأولى لصباح يوم 2 مايس / أيار من عام 1941 أقلعت طائرات التدريب البريطانية الصغيرة وهي تحمل بعض القنابل، وفي الساعة الخامسة والدقيقة الخمسين من ذلك الصباح أسقطت أول قنبلة فوق الهضبة وفي ظرف دقائق ردت القوات العراقية على مصادر النيران وبشكل مكثف آثار رعب القوات البريطانية المحاصرة.
أدركت القوات البريطانية أن سقوط القاعدة بيد القوات العراقية أصبح مسألة وقت. كما أن تدمير برج خزان الماء الوحيد المخصص للشرب سيؤدي حتماً إلى استسلام القاعدة، وقد أعدت القوات العراقية العدة لشن هجوم شامل تسهم فيه كل الألوية المجهزة بالمدفعية والدبابات وبمساندة الطائرات العراقية. وكان مخططا الزحف لاكتساح الأبنية والمعسكر مما كان سيؤدي إلى الاستسلام الفوري للقوات البريطانية.
وفي هذه اللحظة وصلت الإمدادات للقاعدة بطائرات من القوات البريطانية في الأردن، وشرع الطيارون البريطانيون بمهاجمة القواعد الجوية العراقية التي كانت تقلع منها الطائرات العراقية المهاجمة، كما هاجمت مرابض كتائب الدفاع الجوي العراقية وكتائب المدفعية الثقيلة الأخرى المحاصرة للقاعدة.
وبعد يومين من الاشتباكات العنيفة تلقت القطع العراقية أوامر بإعادة تنظيم أنفسها والتجمع مع ألوية أخرى في خطة شاملة أعدتها القيادة العامة للقوات المسلحة للدفاع عن بغداد، بعد تواتر الأنباء عن قرب وصول تعزيزات بريطانية كبيرة إضافية قادمة من فلسطين والأردن لمهاجمة بغداد. وعند الساعات الأولى لليوم الثالث من المعارك أصبحت أرض الهضبة خالية إلا من حامية صغيرة مدعومة باسناد من القطع العراقية، التي اتخذت لها مواقعا في المعسكر القريب بين الفلوجة وخان ضاري، وأصبح في وسعها التصدي لأي تقدم قد تشنه القوات البريطانية نحو بغداد.
أما من الناحية السوقية أو ما يسمى بالإستراتيجية العسكرية فكان ما تبقى هو نقطة إستراتيجية تدور عليها المعارك في منطقة قريبة من القاعدة وتسمى سن الذبان فوضع البريطانيون الخطة للاستيلاء على الموقع، وفي الساعة السابعة والنصف من صباح اليوم نفسه كان الهجوم قد بدأ بعجلتين من سرايا الكتيبة الملكية الخاصة وبقيام دروع محمولة جوا بأحداث ثغرة في الهضبة لحماية الجناح الأيمن غير أن المعركة لم تسري على ما يرام في مرحلتها الأولى لأن الحامية العراقية المتبقية في الهضبة نفذت خطة تعبوية بالتوقف عن إطلاق النار من رشاشات الفيكرز والبرين من الأمام ومن الجناح الأيسر. فقامت القوة البريطانية بالتعرض لمواضع الكتيبة العراقية الأخرى المشرفة على مرتفع سن الذبان الاستراتيجي المطل على القاعدة، لكن شدة النيران التي أطلقتها الكتيبة العراقية أجبرت القوات البريطانية على الانسحاب بعد أن منيت بخسائر فادحة.
وفي عصر ذلك اليوم أعادت القوات البريطانية تنظيم ما تبقى من دروعها للتهيؤ لشن هجوم مقابل بالتسلل من البساتين الكثيفة الواقع شمال سن الذبان حيث قامت القطع البريطانية بتجميع قواتها حتى المصابين منهم الذين كلفتهم بإسناد المعركة من الخلفيات بالمدفعية وذلك للخسائر التي منيت بها بشريا، والتي وكانت لا تزال عرضة للنيران المتقطعة العراقية، حيث كانوا يتوقعون قيام القطع العراقية بشن بهجوم آخر في أي لحظة.
وبدأت القوات البريطانية هجومها المقابل عندما وصلت التعزيزات الإضافية من فلسطين والأردن في الوقت المناسب، فزجت عجلات الكومر الكبيرة المجهزة بمدفع ميدان كبير إلى ساحة المعركة والتي هاجمت القوة العراقية في سن الذبان بنيران الرشاشات إلا أن الأخيرة تصدت للعجلات المهاجمة ملحقة بها خسائر كبيرة رغم الأضرار التي لحقت بها، ثم شنت القوات البريطانية هجوما ثانيا وباسناد جوي من طائرات الفلانشيا.
قامت قوات المشاة البريطانية بفتح النار، ثم تلا ذلك قيام كتيبة الدروع البريطانية بالتعرض للجناح الأيمن للكتيبة العراقية في سن الذبان مما سمح لها بالتسلل إلى القرية المجاورة والسيطرة عليها، فصدرت الأوامر للكتيبة العراقية بالانسحاب للتجحفل مع القوات العراقية في الفلوجة، فأصبح الطريق سالكا للسيطرة على ربوة سن الذبان، وبعد أن وجدتها القوات البريطانية خالية من القطع العسكرية، تركتها هي الأخرى لأنها لا تشكل هدفا سوقيا بحد ذاتها عدا عن كونها خط دفاعي للقوات البريطانية.
في اليوم التالي شنت القوات العراقية هجوما شاملا على الجناح الأيمن للقوات البريطانية، فتم نقل سرية المشاة الرابعة البريطانية باللوريات المدنية والعسكرية بسبب تدمير عجلات ناقلات الأشخاص في معركة سن الذبان، وتحت قصف الطائرات العراقية المغيرة والسيل المنهمر لنيران الدروع العراقية. توجهت اللوريات لتعزيز جناح القوات البريطانية الأيمن الذي كان يتعرض لهجوم القوات العراقية، وبدأ تبادل إطلاق النار بين القطعات العراقية المهاجمة والبريطانية الدفاعية التي انتشر جنودها وهاجموا مباشرة موقعين للقوات العراقية. وفي هذا الهجوم قُتل وجرح عدد كبير من البريطانيين.

## خطة الهجوم على بغداد
صدرت الأوامر بإعلان بريطانيا حربها الشاملة على العراق التي اعتبرتها متممة للعمليات العسكرية للحرب العالمية الثانية وبعد حشد القطع الكبيرة الآتية من الهند وفلسطين والأردن، في قواعدها الجوية التي كانت تشغلها استنادا لمعاهدة سنة 1930 فوضعت خطة للهجوم على بغداد. لم يكن أمام القوات البريطانية إلا استخدام خطة أخرى بديلة وهي تقليد ما قامت به القوات الألمانية بهجومها على هولندا وبلجيكا من خلال الالتفاف حول خط ماجينو من جهة فرنسا من الجنوب، وهذا ما قرره الجنرالات الإنجليز بسلوك الطريق الصحراوي شمال الحبانية والفلوجة والتوجه جنوب الثرثار ثم شمال بغداد، تلافيا للاصطدام بالقطع العراقية في الفلوجة وخان ضاري للتوجه إلى طريق الموصل – بغداد من جهة نهر الفرات قرب الفلوجة للهجوم على بغداد. وكان فوج المشاة البريطاني قد قويت عزيمته بعد أن زادت معداته بالنظر للإمدادات الكبيرة التي دخلت العراق من الهند والأردن كما وكان الطيران البريطاني يعرقل وصول إمدادات القطع العراقية إلى الفلوجة.
وقد برزت هنا مشكلة أخرى أمام القوات البريطانية في حال بدء الهجوم على بغداد، هي وجود المئات من البريطانيين محاصرين في السفارة البريطانية والمفوضية الأمريكية عدا بعض منهم من الذين تمكنوا من الفرار واللجوء إلى قاعدة الحبانية قبل احتدام المعارك، وهم أيضا كانو محاصرين أثناء معارك الحبانية. وكان من الصعب حتى على القوات البريطانية في الحبانية ان تتمكن من الزحف إلى بغداد لإنقاذهم، غير ان القوات البريطانية كانت تواجه صعوبات تسير بها من سيئ إلى أسوأ، حيث بدأ هبوب عاصفة رملية عاتية متجهة من الصحراء الأردنية باتجاه الحبانية وبغداد، ومما زاد من تفاقم الوضع سوءا على البريطانيين هو الغبار الكثيف المنبعث من سير العجلات العسكرية البريطانية في الصحراء والتي كانت تتحرك متجهة نحو الحدود العراقية عبر البادية من فلسطين والأردن. وما ان وصلت هذه المعلومات إلى قيادة أركان القطع العراقية حتى شرعت باستثمار ذلك بشن هجوم مباغت على الدبابات البريطانية المنهكة من الطريق الطويل الذي سبب لها المتاعب والأعطال. وكان الرتل المتقدم بقيادة أمر اللواء البريطاني كينغستون من اللواء الرابع الآلي مع سريتين من سرايا الفوج الأول وكتيبة الدروع للعقيد أيكس بالإضافة إلى ثلاث سرايا تعود إلى قوة الحدود البريطانية في الأردن وثماني عجلات مدرعة كانت قد أرسلت على عجل بعد سحبها من معركة العلمين في مصر ضد ألمانيا وكان مع هذه القوة بعض المراتب والضباط من الجيش الذي يقودهم كلوب باشا في الأردن.
وحالما حل الظلام حتى ابتدأت عملية نقل الأرتال الذاهبة إلى طريق الموصل تؤازرها مفارز الهندسة الخاصة بوضع الجسور العائمة. علمت القوات العراقية بالتحرك شمالا مع عدد كبير من القطعات لصد التحرك البريطاني باتجاه العاصمة وما كان على القوات البريطانية في هذه الحالة إلا الالتحام مع القوات العراقية المتقدمة شمالا والتقدم على طريق الفلوجة من جهة أخرى، وقام الطيران البريطاني بإسقاط مناشير على الفلوجة تطالب أهاليها بالاستسلام ثم قصفت البلدة قصفا شديدا راح ضحيته عدد كبير من المدنيين وفي منتصف النهار أصدر أمر للواء غراهام بالتقدم ودخول الفلوجة عنوة، وبعد أن تقدم المشاة في طريقهم إلى الجسور واجهوا مقاومة عنيفة من القطع العراقية والمتطوعين، غير أن هجوما مقابلا قامت به القوات العراقية في الساعة الثانية من صباح يوم 31 استغلت اخلاله عددا من المميزات الكثيرة التي ساعدهم على النجاح، فقد كانوا يعرفون المدينة معرفة جيدة وكان يعمل معهم متطوعون مختبؤن من الأهالي فكانت تدمر أي دبابة تغامر بالدخول إلى الفلوجة بواسطة بنادق بويس. وبعد أن وصل اللواء كينغستون تولى قيادة الهجوم وتجميع باقي القطعات لاحتلال الفلوجة وصار من الممكن أن يبدأ الزحف نحو بغداد، فقُسمت القوة إلى رتلين بعد أن اشتبكت مع القطع العراقية بالقرب من التاجي، ووصلت إلى موقع في شمال الكاظمية، وعندها تم تبادل نيران المدافع بين الطرفين في ضواحي بغداد.
أدى الهجوم الشامل للقوات البريطانية على البصرة وبغداد، إلى انسحاب الحكومة والمربع الذهبي من العاصمة لقيادة العمليات للقطع المدافعة من خارج بغداد والتي انضمت إليها فرق المجاهدين من المتطوعين وأفراد العشائر. وتدريجيا مع سيطرة القوات البريطانية وإمدادها باعداد كبيرة من القطع من الهند والأردن، ضعفت مقاومة الحكومة وبدأت تنسحب شيئا فشيئا من مواقعها القتالية أمام تقدم القوات البريطانية. وفي بداية يونيه / حزيران من سنة 1941، طلبت القوات البريطانية الهدنة فاختير محافظ بغداد أرشد العمري لمفاوضتها ولجأ رشيد عالي الكيلاني إلى إيطاليا ومنها إلى ألمانيا مع حليفه مفتي القدس أمين الحسيني، ليبتدئا صفحة جديدة من كفاحهم ضد الاحتلال، متخذا بعدا عربيا وقوميا ودوليا حيث خصص هتلر للكيلاني محطة إذاعة عربية من برلين سُميت «حيوا العرب من برلين» بإدارة الإعلامي العراقي المعروف يونس بحري.

## العمليات الحربية من وجهة النظر البريطانية
تشير وثائق السفارة البريطانية في بغداد في تقريرها المرفوع إلى ونستون تشرشل رئيس الوزراء البريطاني في حينه ما مفاده: 

## عودة الوصي وإعدام الأحرار

الوصي مع الملك.

بعد أن احتل الإنجليز الفلوجة عاد الوصي الأمير عبد الإله بن علي الهاشمي إلى قاعدة الحبانية من الأردن يوم 30 مايس/ أيار من عام 1941 ومعه نوري السعيد، بعد سيطرة القوات البريطانية على مقاليد الأمور، مع أتباعهما من السياسيين وظهروا أمام المجتمع بمظهر المنتصر حيث اتخذوا سلسة اجراءات الهدف منها تقويض المد الوطني والقومي في البرلمان والأحزاب السياسية وفي الحكومة والجيش الذي شهد حملة شعواء لتطهيره واجتثاث العناصر المناوئة لبريطانيا منه. فتم تقويض الجيش ومحاكمة مجموعة المربع الذهبي وإعدامهم شنقا، حيث أعدم كامل شبيب ويونس السبعاوي أحد الضباط المتحالفين مع المربع الذهبي، ثم تم إعدام زعيم القادة العسكريين وقائد مجموعة المربع الذهبي العقيد صلاح الدين الصباغ الذي واجه المشنقة ببسالة حيث أهان الوصي قبل إعدامه متهماً إياه بالعمالة قائلاً:
شن الوصي حملة لتقويض الجيش العراقي فتم حل الكثير من الوحدات وألغيت الكثير من عقود التسليح، وتم تسريح العديد من الضباط ذوي الرتب الكبيرة أو سجنهم، بحسب إسهامهم في الثورة، كما تم نقل الضباط الصغار الرتب من المشاركين في الحركة إلى المحافظات البعيدة مثل الملازم أول عبد السلام عارف الذي شارك في الثورة ونُقل إلى البصرة. وأثرت تلك الاجراءات لاحقاً على نتائج الحرب مع إسرائيل عام 1948.

## الشارع العراقي وراء الاحداث
منذ الوقت الذي نزلت فيه أول طلائع القوات البريطانية في البصرة بدأت سلسلة من الأحداث العدائية لهذه القطع، فقد رمى الناس المتواجدون في شوارع البصرة القطع البريطانية بالحجارة كما استهدف المواطنون شاحنات تقل الجنود من هنود «الكوركا» ثم حطمت الشاحنات، كما هوجمت السيارات الخصوصية للجالية والسفارة البريطانية وبصق العراقيون على جنود مشاة البحرية البريطانية. وكانت روح الانتقام قد ارتفعت لأعلى مستوياتها فكانت واضحة لدى أفراد العشائر، حيث حوصر القنصل البريطاني في إحدى المصانع في محاولة للاعتداء عليه بعد أن أوسع شتما وإهانة.
أما على الصعيد الشعبي، فقد ازداد سخط العامة من تداعيات التدخل البريطاني لإسقاط حكومة رشيد عالي باشا حيث اعتقد الرأي العام بان وراء احتلال العراق وإسقاط الحكومة من قبل الإنجليز كتلة الوصي ونوري السعيد باشا من جهة والحركة الصهيونية من جهة ثانية، الأمر الذي جعل الدهماء يهاجمون المصالح البريطانية واليهودية في العراق حيث كانت الجالية اليهودية تمثل شريحة كبيرة في العراق، تتحكم بالتجارة الصناعة، فهاجم العوام من العمال البسطاء والفلاحين الساكنين في البيوت العشوائية في منطقة ما عرف بوراء السدة، المصانع والشركات اليهودية ثم توسع الغوغاء ليشمل جميع البيوت اليهودية حيث تم حرق وسرقة العديد منها وتجلى ذلك بعد سقوط الحكومة وانفلات الأمن، وهذه الأحداث يعرفها البغداديون بما سمي بمصطلح «فرهود اليهود» ذلك المصطلح الذي ترجم حرفيا "Farhud" في كتابات المؤرخين الإنجليز لتلك الحقبة.
. حيث راح ضحيتها حوالي 175 قتيلا و1،000 جريح يهودي، ودُمِّرَ خلال المذابح حوالي 900 منزل تابع لليهود. أرهبت هذه المذابح يهود العراق، وتركت في نفوسهم أثرًا عميقًا، وساعدت على سرعة هجرتهم إلى إسرائيل، ومع حلول عام 1951م، كان قد هاجر من العراق أكثر من 80% منهم إلى إسرائيل

## ونستون تشرشل يعلق على الأحداث
يقول ونستون تشرشل رئيس وزراء بريطانيا عن هذه الأحداث: 

## مبادئ الثورة تلقى صدىً عربياً
نشط رشيد عالي الكيلاني من ألمانيا للدعوة لإحداث ثورات في العالم العربي أسوة بالثورة التي قادها في العراق والتي تعتبر أول ثورة وطنية تحررية ضد المحتل وحلفائه، حيث أصدر البيانات ذات الطابع القومي التحرري منادياً أحرار العرب من سياسيين وعسكريين إلى مقاومة المحتل كما نادى في أكثر من بيان الجيوش العربية للانتفاض ضد الحكام الذين يأتمرون بأمر المحتل، حيث خص الكيلاني الجيش المصري للانتفاض على نظام حكم الملك فاروق، كما خص أيضاً الجيش السوري، وكذلك الجيش اليمني للانتفاض، كما دعى إلى إعادة وحدة العرب وعدم الاستسلام لمخططات المحتل كاتفاقية سايكس- بيكو.

الكيلاني في ألمانيا لافتتاح محطة الإذاعة العربية في برلين.

لاقت دعوة الكيلاني صدىً كبيراً لدى الكثير من الأوساط الفكرية والسياسية والعسكرية والتي تأثرت بشعارات الثورة التي كانت تبثها بشكل ثوري وحماسي الأذاعة العربية من برلين. فتأثر بهذه الحركة مؤسسو الأحزاب القومية كصلاح الدين البيطار وأكرم الحوراني، كما ألهمت هذه الثورة قادة ثورة 23 يوليو / تموز في مصر للإطاحة بالحكم الملكي خصوصا بعد فضيحة الأسلحة الفاسدة التي تسببت بالخسارة في حرب فلسطين عام 1948م. كما تأثر العراقيون بالحركة التي أدت إلى تأسيس خلايا تنظيم الضباط الوطنيين عام 1949م بزعامة العقيد رفعت الحاج سري الدين.
وأدى فشل ثورة مايس لعام 1941م، بزعامة الشخصية الوطنية رشيد عالي الكيلاني، وما لقيه الضباط من التنكيل والإعدام، إلى ارتفاع درجة السخط بين صفوف الشعب الذي أنعكس على أبنائه في القوات المسلحة.
كما واجه الجيش العراقي حملات تقويض حيث تنبه الإنجليز إلى حالة السخط والغليان بين صفوف الشعب والجيش بشكل خاص بعد الضربة الموجعة بفشل ثورة رشيد عالي باشا عام 1941م، وتنبهوا إلى ذلك فاشعروا السراي الحكومي بضرورة تقليص عدد وحدات الجيش العراقي، وتسريح أعداد كبيرة من ضباطه ومراتبه ونقل الضباط الآخرين إلى وحدات نائية، وأشغال أفراده بالتدريبات، طوال فصول العام. وبدأت خلايا سرية من الضباط في العمل بين صفوف الجيش، ومحاولة التكتل لإنشاء تنظيم سري للضباط.
وبقي العراق لعبة بيد مراكز القوى السياسية كنوري السعيد والوصي عبد الإله، أما الأحزاب والقوى الوطنية فقد انحسر دورها، وطفت على السطح الأحزاب الشكلية الخاوية من أيديولوجيات أو برامج العمل. كما اتهم الحكم الملكي باضطهاد الأحرار والوطنيين، وربط العراق بأحلاف سياسية ومعاهدات جديدة جائرة مع المملكة المتحدة مست سيادته وهدرت ثرواته الوطنية، دون النظر إلى المصلحة العراقية الوطنية. كما كانت تتهم حكومات وزعامات الحكم الملكي بفساد النخبة السياسية من غير الملك وعائلته، وانتشار المحسوبية والفساد الإداري والمالي. وكذلك يؤخذ على الحكم الملكي عدم حل المشكلات الداخلية كالتلكوء بمنح الأقليات الحقوق الثقافية، على الرغم من الإسهام السياسي الواسع للأقليات العرقية والطائفية في الحكم.

## وصلات خارجية
- (بالإنجليزية)،بورش، دوغلاس. "نظرة استراتيجية: "حرب الخليج" الأخرى – الغزو البريطاني للعراق عام 1941". مؤرشف من الأصل في 2009-02-07.
- (بالإنجليزية)،"القوات الجوية الملكية في الحبانية، مدرج طيران الهضبة والبحيرة، جون وبولنغتون، جون". مؤرشف من الأصل في 2019-05-22.